# Hybanthus densifolius
Hybanthus densifolius är en violväxtart som beskrevs av Adolf Engler. Hybanthus densifolius ingår i släktet Hybanthus och familjen violväxter. Inga underarter finns listade i Catalogue of Life.